# St. Georg (Soßmar)

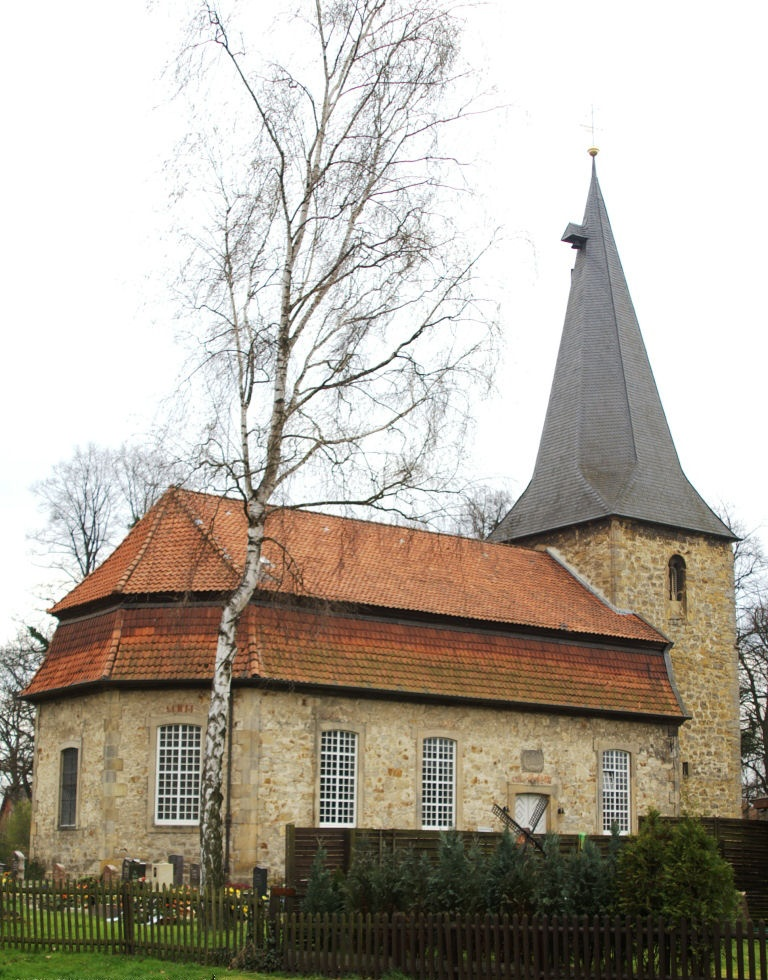
St. Georg

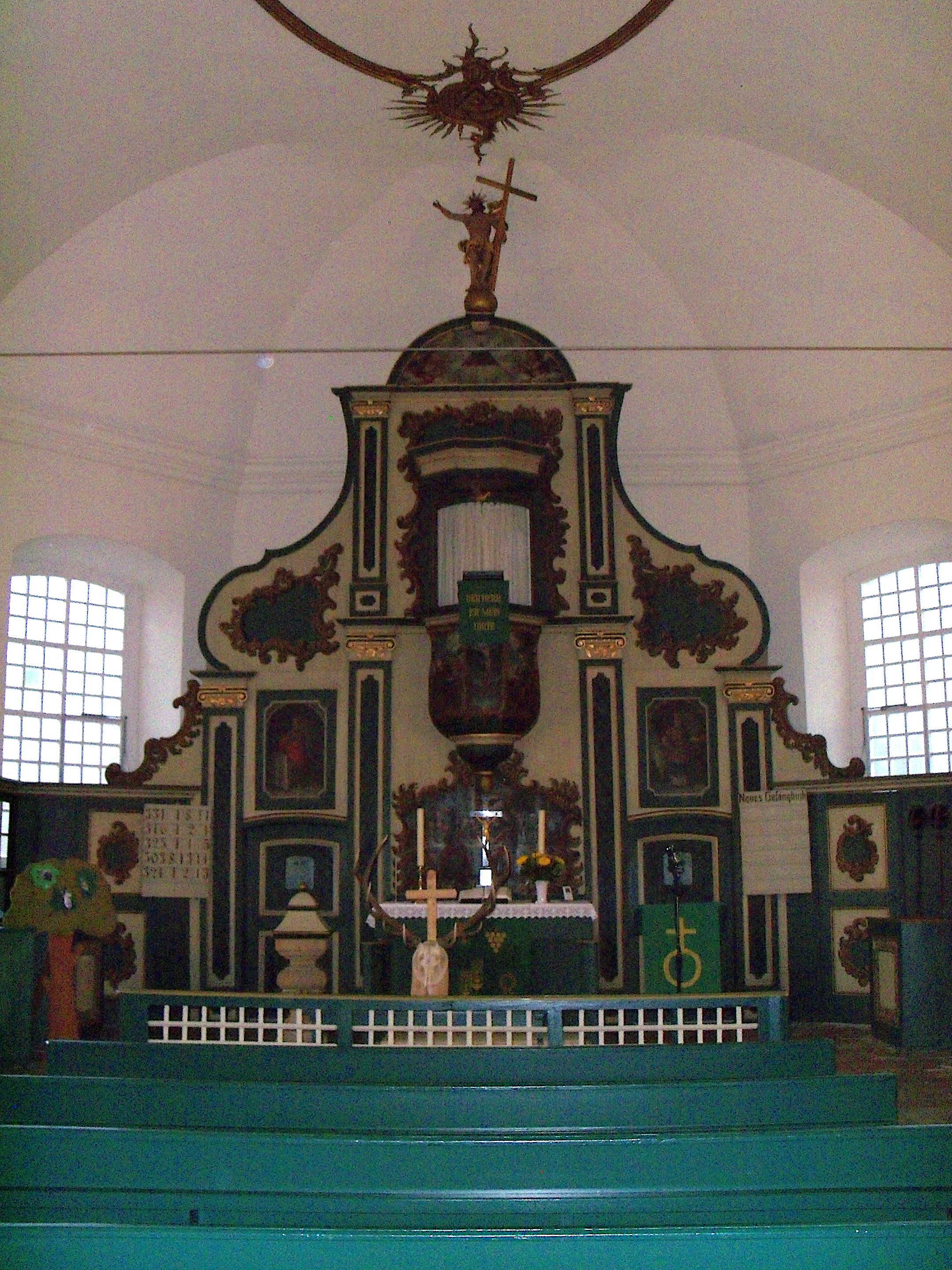
Kanzelaltar

Die evangelisch-lutherische Kirche St. Georg steht in Soßmar, einem Ortsteil der Gemeinde Hohenhameln im Landkreis Peine in Niedersachsen. Die Kirchengemeinde gehört zum Kirchenkreis Peine im Sprengel Hildesheim-Göttingen der Evangelisch-lutherischen Landeskirche Hannovers.

## Geschichte
Die spätbarocke Saalkirche war 1767 vollendet, nachdem das Kirchenschiff an Stelle der Fachwerkkirche neu errichtet war. Der wuchtige Kirchturm aus Bruchsteinen des Vorgängerbaus aus dem 14. Jahrhundert, ursprünglich von einer Wehrkirche, wie an den Schießscharten zu erkennen ist, blieb stehen. 

## Architektur und Ausstattung
Das Kirchenschiff mit einem dreiseitig abgeschlossenen Chor ist mit einem Mansarddach bedeckt, das im Osten abgewalmt ist. In den Turm wurden später als Biforien gestaltete Klangarkaden nach drei Seiten eingebrochen. Dahinter befindet sich der Glockenstuhl, in dem drei Kirchenglocken hängen. Die jüngste hat 1962 Friedrich Wilhelm Schilling, die älteste hat 1633 Heinrich Borstelmann gegossen. Die dritte Glocke stammt von 1653. Außerdem erhielt er einen schiefergedeckten Helm, der von einem quadratischen Ansatz in eine achteckige Spitze übergeht. An einem Kragträger des Turmhelms nach Osten hängt eine Schlagglocke. Das Kirchenschiff hat segmentbogige Fenster, über den Portalen auf der Süd- und Nordseite befinden sich mit Rocaille verzierte Bauinschriften. Der Innenraum ist mit einem Spiegelgewölbe überspannt. An der linken und der rechten Chorwand wurden Ende des 18. Jahrhunderts Priechen eingebaut. Auf der Süd-, Nord- und Westseite befinden sich Emporen.
Zur Kirchenausstattung gehört ein barocker, mit Pilastern gegliederter, dreiachsiger Kanzelaltar auf einer mittelalterlichen Mensa auf gemauertem Stipes. Auf dem geschwungenen Korb der Kanzel sind die Kreuzigung und die vier Evangelisten dargestellt. Unterhalb der Kanzel ist ein Bild über das Abendmahl. Die erste Orgel mit elf Registern, einem Manual und einem angehängten Pedal wurde 1775 durch Johann Conrad Müller gebaut. 1876 und 1878 wurde die Disposition durch Heinrich Schaper geändert. 1913 entstand ein Neubau hinter dem historischen Prospekt durch Faber & Greve. 1950 und 1959 wurde die Disposition dem neobarocken Klangideal durch E. Palandt & Sohnle angepasst. Die heutige Orgel stammt von Hermann Eule Orgelbau Bautzen.